# Municipio de Charleston (Iowa)
El municipio de Charleston (en inglés: Charleston Township) es un municipio ubicado en el condado de Lee en el estado estadounidense de Iowa. En el año 2010 tenía una población de 733 habitantes y una densidad poblacional de 8,04 personas por km².

## Geografía
El municipio de Charleston se encuentra ubicado en las coordenadas 40°35′38″N 91°33′4″O / 40.59389, -91.55111. Según la Oficina del Censo de los Estados Unidos, el municipio tiene una superficie total de 91.17 km², de la cual 91,13 km² corresponden a tierra firme y (0,04 %) 0,04 km² es agua.

## Demografía
Según el censo de 2010, había 733 personas residiendo en el municipio de Charleston. La densidad de población era de 8,04 hab./km². De los 733 habitantes, el municipio de Charleston estaba compuesto por el 98,09 % blancos, el 0,14 % eran amerindios, el 0,14 % eran asiáticos, el 0,41 % eran de otras razas y el 1,23 % eran de una mezcla de razas. Del total de la población el 1,09 % eran hispanos o latinos de cualquier raza.